# فوكيويريس ليه بيثون
فوكيويريس ليه بيثون (بالفرنسية: Fouquières-lès-Béthune)‏ هي بلدية تقع في إقليم باد كاليه من منطقة نور با دو كاليه في شمال فرنسا. تبلغ مساحة هذه المدينة 2.42 (كم²)، وترتفع عن سطح البحر 26 م، يبلغ عدد سكانها 1133 نسمة حسب إحصاء المعهد الوطني للإحصاء والدراسات الاقتصادية سنة 2009 م. وترأس Jean-Paul Seulin البلدية خلال فترة (2008-2014).